# Reon Kadena
Reon Kadena (japanisch かでな れおん / 嘉那 れおん / かで那 れおん, Kadena Reon; * 19. Februar 1986 in Sakai, Präfektur Osaka) ist ein japanisches Model und Schauspielerin. Nachdem sie als Gravure Idol Berühmtheit erlangte, wurde sie als Nebendarstellerin in zahlreichen Fernsehserien eingesetzt und spielte in mehreren Kinoproduktionen mit.

## Karriere
Reon Kadena begann ihre Karriere im Alter von siebzehn unter den Künstlernamen Yukari und 
Minamo Kusano (久紗野 水萌 / 久紗野 みなも, Kusano Minamo) als Aktmodel und als Model für Badebekleidung und Unterwäsche, wobei sie von ihrer Agentur als Gravure Idol vermarktet wurde. In ihrem ersten Film, der Low-Budget-Produktion Tri Puru H von 2004, ist sie anzüglich posierend in wechselnder Bekleidung, insbesondere Badebekleidung, zu sehen. Nahezu zeitgleich wurde der erste Bildband HHH mit bis dahin entstandenen Fotos von Reon Kadena verlegt. Der Film wurde ein kommerzieller Erfolg, sodass im gleichen Jahr zwei weitere Filme nach dem gleichen Muster produziert wurden, welche vom Publikum ebenfalls gut aufgenommen wurden. Ebenfalls im gleichen Jahr erschien ein zweiter Bildband mit Aktfotos, die von Kishin Shinoyama aufgenommen wurden. Ihre Popularität zu diesem Zeitpunkt ist unter anderem daran zu ersehen, dass eine Abbildung von ihr im Computerspiel Metal Gear Solid 3: Snake Eater in einer Szene zu sehen ist, in der das „who is who“ japanischer Models mit im Spiel auftauchenden Plakaten gewürdigt wird. 
Ihren endgültigen Durchbruch erlebte sie nach dem 2005 produzierten Film Virginity. Nachdem sie nach diesem Film von populären Herrenmagazinen wie Mecha ii, Urecco Gal oder Pent-Japan entdeckt worden war, wurde sie mehrfach als Gast in verschiedene Talk- und Spielshows eingeladen und erhielt kleinere Rollen in mehreren Fernsehserien. 2006 erhielt sie eine größere Rolle in Kami no Hidarite Akuma no Migite, einem von Shusuke Kaneko gedrehten Horrorfilm und Verfilmung des gleichnamigen Mangas, und damit erstmals in einem Film abseits des Erotikgenres. Obwohl sie danach noch verschiedene Nebenrollen in Film und Fernsehen verkörperte, blieb sie bis 2008 dem Erotikgenre treu und drehte unter anderem noch drei weitere Filme. Zuletzt war sie 2010 im Superhelden-Film (Tokusatsu) Kamen Rider × Kamen Rider OOO & W Featuring Skull: Movie War Core zu sehen.

## Filmografie
- 2004: Tri Puru H
- 2004: Leon
- 2004: Girl’s Desire
- 2005: Piikan Fūfu
- 2005: Virginity
- 2005: Style
- 2006: The Making of Dark Fantasy
- 2006: Make You Happy
- 2006: My Reflection
- 2006: Kami no Hidarite Akuma no Migite (Kinofilm)
- 2006: Memories
- 2007: Dream Planet
- 2008: Himitsu Sennyū Sōsakan: Wildcats in Strip Royale
- 2010: Kyōtarō Nishimura's Travel Mystery 54 (Fernsehfilm)
- 2010: Kamen Rider × Kamen Rider OOO & W Featuring Skull: Movie War Core (Kinofilm)

## Bildbände
- Seisaku Nakamura: HHH. Bauhaus, Tokyo 2004, ISBN 9784894619623
- Kishin Shinoyama: Hadaka no reon. Asahi Shuppansha, Tokyo 2004, ISBN 9784255002835
- Shin Wataru Nozawa: Noel. Bauhaus, Tokyo 2005, ISBN 9784778800215